# Vincent Lübeck

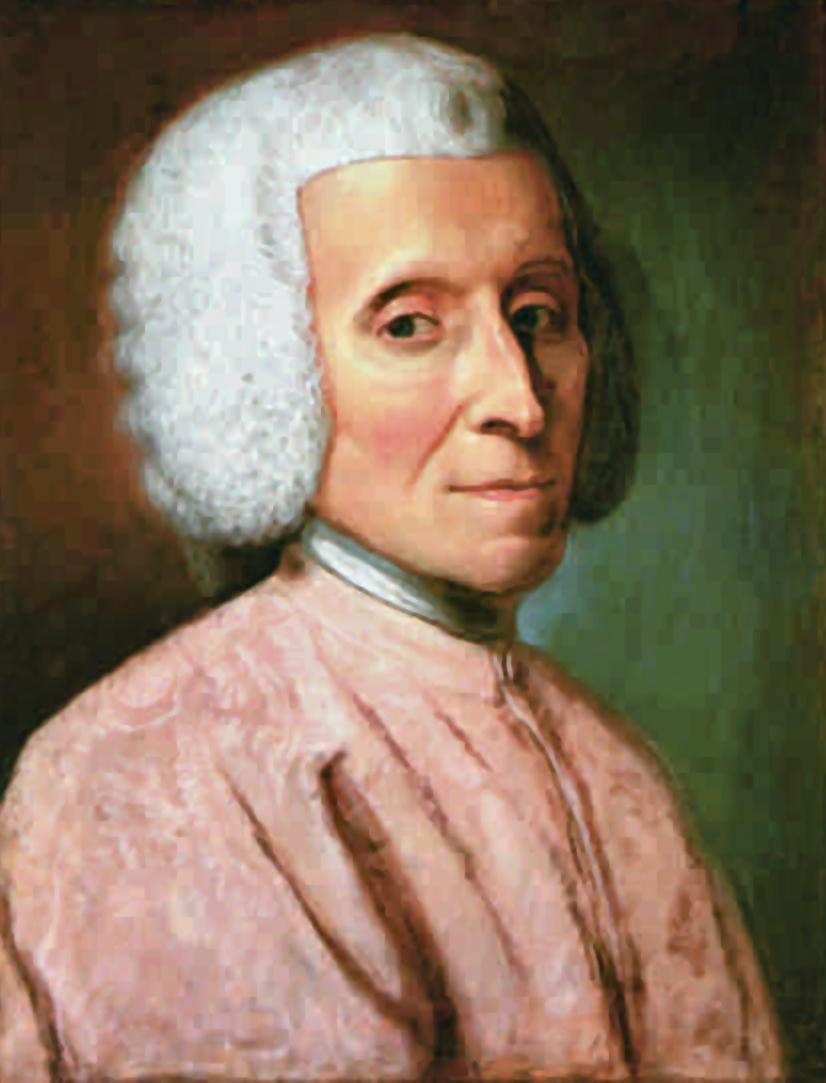
Vincent Lübeck

Vincent Lübeck (Padingbüttel, september 1654 - Hamburg, 9 februari 1740) was een Duits componist uit de barok.
Lübeck leerde onder anderen bij Caspar Förckelrath, samen met Andreas Kneller. Het werk van Lübeck is stilistisch verwant met dat van Dietrich Buxtehude en was met de Noord-Duitse Orgelschool verbonden. Hij componeerde cantates en werken voor orgel en klavecimbel.
In 1674 werd hij organist van de Sankt Cosmae & Damaniankirche in Stade en huwde hij Susanne Becker. In Stade is het Vincent-Lübeck-Gymnasium gevestigd dat naar hem vernoemd is. Vanaf 1679 bezat Sankt Cosmae een orgel van de beroemde orgelbouwers Arp Schnitger, waarmee Lübeck een levenslange vriendschap had. Vanaf 1702 tot zijn dood was hij organist van de Sint-Nikolai-kerk in Hamburg, waar hij het grootste van alle Schnitger-orgels ter beschikking had.
Zijn bekendste leerlingen zijn Christian Henrich Postel en Michael Johan Friedrich Wiedeburg. Ook het werk van Johann Sebastian Bach werd door Lübeck beïnvloed.
Zijn zonen Peter Paul Lubeck (* 1680) en Vincent Lübeck Junior (* 1684), die hij opleidde tot beroepsmusicus, waren ook componisten, maar bereikten de roem van hun vader niet.
Vincent Lübeck schreef aan het Zwolse gemeentebestuur een warme aanbevelingsbrief ten gunste van de orgelmaker Arp Schnitger vanwege plannen om te komen tot een nieuw groot orgel in de Grote of Sint Michaelskerk in de Overijsselse hoofdstad. Dit instrument werd in 1721 opgeleverd.

## Werken (selectie)
- Willkommen, süßer Bräutigam (cantate)
- Praeambulum in E-Dur
- Ich ruf zu dir
- Gott wie dein Nahme
- Es ist ein grosser Gewinn, wer gottselig ist
- Ich hab hier wenig guter Tag
- Ich ruf zu dir, Herr Jesu Christ
- Hilf deinem Volk

- Praeludium in C
- Praeambulum in F
- Chacon ex A var.1-12
- Nun lasst uns Gott dem Herren
- Praeambulum in G
- Praeambulum in c
- Prealudium in d